# Robert Westerby
Robert Westerby (né le 3 juillet 1909 à Hackney, Londres au Royaume-Uni et mort le 16 novembre 1968  à Los Angeles en Californie) est un auteur et scénariste américain connu entre autres pour son travail aux studios Disney dans les années 1960.

## Filmographie

### Pour le cinéma
- 1947 : Night Beat
- 1948 : Les Ennemis amoureux (Woman Hater)
- 1949 : Don't Ever Leave Me
- 1949 : The Spider and the Fly
- 1950 : Prelude to Fame
- 1953 : South of Algiers
- 1953 : The Square Ring
- 1953 : Appointment in London
- 1954 : La rousse mène l'enquête (Malaga/Fire Over Africa)
- 1954 : Commando à Rhodes
- 1954 : Meurtre sur la Riviera (Beautiful stangers)
- 1956 : Guerre et Paix
- 1957 : The Surgeon's Knife
- 1958 : Sea of Sand
- 1960 : Cone of Silence
- 1961 : Bobby des Greyfriars
- 1962 : The Devil's Agent
- 1963 : Le Justicier aux deux visages
- 1963 : Kali Yug, déesse de la vengeance
- 1964 : Les Trois Vies de Thomasina
- 1966 : The Legend of Young Dick Turpin
- 1966 : Le Prince Donegal

### Pour la télévision
- 1957-1961 : Zorro
- 1964 : L'Épouvantail